# Real Maestranza de Caballería de Ronda
La Real Maestranza de Caballería de Ronda es una corporación nobiliaria con sede en la ciudad malagueña de Ronda (España), y conviene señalar que las maestranzas de caballería son, según la Real Academia Española, una Sociedad de caballeros cuyo objeto es ejercitarse en la equitación, y que en su origen fue escuela del manejo de las armas a caballo.

## Historia
La Real Maestranza de Caballería de Ronda (RMCR o RMR) nace a raíz de la Real Cédula del rey Felipe II de 6 de septiembre de 1572 enviada a los concejos de las ciudades y villas del reino instando a la creación de cofradías o hermandades destinadas a fomentar el ejercicio de la jineta. El Cabildo de Ronda, tras una serie de ayuntamientos, acuerda el 3 de agosto de 1573 informar al Rey sobre la constitución de la Hermandad del Espíritu Santo y los Estatutos por los que se rige.
Se tiene constancia de su continuidad durante el siglo XVII por el Acuerdo de Cabildo de 3 de junio de 1616 que eleva a Felipe III un informe sobre la existencia de la Hermandad y la práctica continuada del ejercicio de la jineta en la ciudad.
Es, sin embargo, durante el siglo XVIII cuando la Corporación adquirirá mayor desarrollo gracias a los distintos privilegios que se le otorga: No estar sus individuos sujetos a la justicia ordinaria sino bajo la jurisdicción especial de un juez conservador (1753), designación de un Infante de Castilla como Hermano Mayor del Cuerpo (1764), concesión de celebración de corridas de toros (1789), asistencia de los caballeros maestrantes a Ayuntamientos y actos públicos vistiendo el uniforme distintivo del Cuerpo (1775), exención del servicio de quintas (1795), disfrute del Fuero Militar (1829)...
Según sus Reales Ordenanzas aprobadas el 7 de febrero de 1817 los fines que persigue son; total obediencia a las órdenes de S.M. el Rey, recta moral de sus individuos, destreza en el manejo de las armas y ejercicio de la equitación, y observancia de las Ordenanzas y obediencia a los acuerdos tomados por su Junta General.
Posteriormente a la de Ronda, se crearon la de Sevilla en 1670, la de Granada en 1686, la de Valencia en 1697 y, por último, en 1819 la de Zaragoza.

## Ronda
La vinculación de la Real Maestranza a la ciudad de Ronda ha sido siempre muy estrecha. Así en los Libros de Acuerdos de las Juntas Generales quedan recogidos hechos como la cesión de su plaza de toros con fines benéficos o públicos, ayuda a la construcción del puente sobre el Tajo, formación de un Batallón de Voluntarios durante la Guerra de la Independencia, establecimiento de una escuela de Matemáticas y de Artes Menores, fomento de la Cría Caballar, donativos a iglesias y conventos, o ayudas para potenciar el desarrollo de actividades culturales.

## Actividades
Históricamente la Real Maestranza de Caballería de Ronda centra sus actividades en dos campos muy delimitados: los toros y la equitación.
Propietaria de la plaza de toros de Ronda desde su construcción en 1785. La utilizó, en un principio, como lugar donde realizar juegos de cañas y ejercicios de jineta en honor de los Reyes y Hermanos Mayores del Cuerpo. Desde 1789 gozó del privilegio de celebrar dos corridas de toros anuales cuyos productos destinaba al mantenimiento de la Corporación, y en 1793 SM. el Rey determina que sea el Teniente de Hermano Mayor del Cuerpo la máxima autoridad durante la celebración de los festejos taurinos. Actualmente la explotación de su plaza no se realiza directamente, pero si asiste cuando en ella tiene lugar la famosa corrida goyesca de Ronda.
Por lo que respecta a la equitación está íntimamente ligada a ella ya que nace con el fin de fomentar esta disciplina entre los caballeros jóvenes de la ciudad. La celebración de ejercicios ecuestres se encuentra entre uno de sus fines y los caballeros maestrantes estaban obligados a la posesión de dos caballos con su respectivas guarniciones y, así mismo, fue propietaria de una yeguada contribuyendo al fomento de la cría caballar. En la actualidad mantiene una prestigiosa Escuela de Equitación de doma clásica.
Además, señalar que como entidad eminentemente benéfica trata de apoyar a cuantas entidades o particulares acuden a ella en demanda de ayuda económica. Por último, destacar la labor que realizan en nuestros días el Departamento Cultural, su museo, así como su importante archivo y biblioteca.